# NBU Osiyo Taszkent
NBU Osiyo Taszkent (uzb. «NBU Osiyo» Toshkent futbol klubi, ros. Футбольный клуб «НБУ-Азия» Ташкент, Futbolnyj Kłub "NBU-Azija" Taszkient) – uzbecki klub piłkarski, mający siedzibę w stolicy kraju Taszkent. Założony w roku 2000.

## Historia
Chronologia nazw:
- 2000–...: NBU Osiyo Taszkent (ros. «НБУ-Азия» Ташкент)

Piłkarski klub NBU Osiyo został założony w Taszkencie w 2000 roku. W 2000 zespół debiutował w Drugiej Lidze Uzbekistanu, w której zajął pierwsze miejsce w swojej grupie i awansował do Pierwszej Ligi.

## Sukcesy

### Trofea międzynarodowe
Nie uczestniczył w rozgrywkach azjatyckich (stan na 31-05-2015).

### Trofea krajowe
| \| \| Zdobyte trofea w rozgrywkach Uzbekistanu (stan na: 31-12-2015) \| |                                                                |      |                  |
| Rozgrywki                                                               | Osiągnięcie                                                    | Razy | Sezon(y)         |
| Mistrzostwo                                                             | I miejsce                                                      | 0    |                  |
| Mistrzostwo                                                             | II miejsce                                                     | 0    |                  |
| Mistrzostwo                                                             | III miejsce                                                    | 0    |                  |
| Puchar                                                                  | zdobywca                                                       | 0    |                  |
| Puchar                                                                  | finalista                                                      | 0    |                  |
| Puchar                                                                  | 1/16 finału                                                    | 1    | 2003, 2005       |
| II liga                                                                 | I miejsce                                                      | 0    |                  |
| II liga                                                                 | II miejsce                                                     | 0    |                  |
| II liga                                                                 | III miejsce                                                    | 3    | 2003, 2004, 2012 |
| Uzbekistan                                                              | Zdobyte trofea w rozgrywkach Uzbekistanu (stan na: 31-12-2015) |      |                  |

## Stadion
Klub rozgrywa swoje mecze domowe na stadionie Yoshlik-Kamolot w Taszkencie, który może pomieścić 9,100 widzów.

## Piłkarze
Znani piłkarze:
- Husniddin Gafurov
- Ilya Klikunov
- Aleksey Nikolayev
- Vitaliy Pochuyev

## Trenerzy
- 2000–2001:  Vadim Abramov
- 2002–2003:  Azamat Abduraimov
- 2002–2003:  Andrey Miklyaev

...
- 2007:  Ravil Biqchintaev

...
- 2010:  Rustam Aripov
- 2011:  Muxiddin Ortikov
- 2011–2012:  Ilhom Mo'minjonov
- 2012–2013:  Muxtor Qurbonov
- 2014:  Jafar Irismetov
- 2014–...:  Ravshan Bozorov